# Alfa (grusza)
Grusza 'Alfa' – odmiana uprawna (kultywar) gruszy należąca do grupy grusz zachodnich. Odmiana letnia,  siewka odmiany Dobra Ludwika. Wyhodowana w Czechach przez J. Boumę. Od 1995 wpisana do rejestru w tym kraju.

## Morfologia
Pokrój
Drzewo rośnie średnio silnie. Korona szerokostożkowata, ze gałęziami lekko przewieszającymi się. Kwitnie i owocuje na krótkopędach, które wytwarza bardzo obficie.
Owoc
Owoce duże lub bardzo duże, wyrównane pod względem wielkości. Kształt w zarysie przypomina szeroki tępy stożek. Skórka jasnożółta, gładka, z wyraźnymi przetchlinkami. Niekiedy na owocach występuje słaby, brunatnoczerwony rumieniec. Szypułka krótka, średniej grubości, wygięta, często umieszczona ukośnie z boku. Zagłębienie szypułkowe wówczas jest zrośnięte z szypułką i jednostronne. Kielich jest otwarty, zagłębienie kielichowe płytkie. Oba zagłębienia czasem ordzawione. Miąższ kruchy, później lekko masłowy, słodko-winny.

## Zastosowanie
Wczesna odmiana polecana do nasadzeń towarowych oraz amatorskich. Odmiana deserowa, nadająca się również na przetwory (susz, kompoty). Znakomicie uzupełniająca rynek w okresie przed owocowaniem odmiany Faworytka.

## Uprawa
Bardzo wcześnie wchodzi w okres owocowania (2-3 rok po posadzeniu), owocuje corocznie i obficie. Kwitnie średnio wcześnie.

### Podkładka i stanowisko
Literatura podaje sprzeczne informacje na temat zrastania się z pigwą, prawdopodobnie wymagane stosowanie pośredniej.

### Zdrowotność
Na mróz wytrzymała, kwiaty dość odporne na przymrozki. Na parcha średnio odporna.

### Zbiór i przechowywanie
Owoce dojrzewają około 2 tygodnie przed Faworytką, czyli przeważnie na początku sierpnia i jak na odmianę letnią dojrzewają dość równomiernie. Dojrzałe opadają. Do spożycia nadają się w kilka dni po zbiorze. W chłodni przechowują się 7 do 8 tygodni.